# Benedetto Santapaola
Benedetto Santapaola (nacido el 4 de junio de 1938), más conocido como Nitto es un prominente mafioso de Catania, principal centro industrial de la Sicilia oriental. Se convirtió en el jefe de la Familia criminal de Catania en 1978, convirtiéndola en uno de los grupos más violentos y poderosos de toda la Cosa nostra.
Su apodo es il cojedor (el cazador), debido a su pasión por la práctica de tiro. Actualmente se encuentra en la cárcel cumpliendo varias cadenas perpetuas.

## Primeros años
Nitto Santapaola nació en el barrio degradado de San Cristoforo de Catania, en una familia pobre junto con sus hermanos Salvatore, Antonino, Natale y numerosos primos, como ocurriera con el clan Ferrera, el clan Ercolano y el clan Romeo, todos ellos miembros o asociados de la Cosa Nostra, y futuro núcleo de la familia mafiosa Santapaola-Ercolano.
A principios de 1960, Santapaola fue iniciado por su primo Francesco Ferrera en la familia más importante de la mafia de Catania, en ese momento bajo el mando de Giuseppe Calderone. La primera denuncia a Santapaola fue en 1962 por robo y conspiración criminal. En 1970 fue enviado al exilio por su familia y en 1975 fue denunciado por contrabando de cigarrillos.

## Aliado de los corleonesi
Mientras Giuseppe Calderone era elevado de categoría en la Comisión Regional de la Cosa Nostra en 1975, su segundo, Santapaola, se hizo cargo de los negocios ilícitos de la familia mafiosa de Catania y se convirtió en el capofamiglia del clan. Santapaola gestionó los intereses en el tráfico de heroína y actuó como referente principal para los principales hombres de negocios. Mientras tanto, Santapaola creó cuidadosamente una facción dentro de la familia que le era leal – y fortaleció las relaciones con Riina y los corleonesi. 
Aunque Riina era un fugitivo, pasaba tiempo en los alrededores de Catania y a menudo iba de caza con Santapaola. Riina decidió apoyar la facción de Santapaola para substituir a Calderone, aliado de Stefano Bontate de Palermo y Giuseppe Di Cristina de Caltanissetta. Giuseppe Calderone, fue asesinado el 8 de septiembre de 1978 por su antiguo protegido. Santapaola se hizo cargo del mando de la familia de Catania. Estos asesinatos fueron sólo el preludio de la Segunda guerra de la mafia que realmente se inició después de la muerte de Stefano Bontate.

## Disputas en Catania
El mando de Santapaola sobre la mafia de Catania no fue cuestionado. Pero tuvo que luchar en una guerra contra otro grupo independiente que no forma parte de la mafia en Catania, los Cursoti, que libraron una guerra con el fin de controlar el juego y el contrabando de cigarrillos. También estuvo involucrado en una amarga disputa con la facción de Alfio Ferlito, que había sido amigo de Giuseppe Calderone. La guerra implicó tiroteos en las calles y decenas de asesinatos.
El 26 de abril de 1982, Santapaola resultó gravemente herido en una emboscada de Ferlito y sus hombres. Cuando Ferlito fue arrestado Santapaola planeó su venganza. El 16 de junio de 1982, Ferlito fue asesinado en una emboscada cuando fue escoltado por carabinieri durante un traslado entre dos prisiones. Los asesinos eran de Palermo y actuaban bajo las órdenes de Salvatore Riina.

## El asesinato del general Dalla Chiesa
Santapaola devolvió el servicio prestado mediante el envío de un equipo de asesinos de Catania a Palermo para matar al General de carabinieri Carlo Alberto Dalla Chiesa, el 3 de septiembre de 1982, en Via Carini, Palermo. El intercambio de grupos de asesinos resultó ser un medio eficaz para distraer las investigaciones policiales. Dalla Chiesa acababa de ser nombrado Prefecto de Palermo para poner fin a la violencia como resultado de una guerra entre familias mafiosas. En su última entrevista pública se hizo evidente que Dalla Chiesa comenzaba a centrarse en el papel emergente de la mafia de Catania.
Dalla Chiesa se había dado cuenta de que cuatro poderosos gestores inmobiliarios que dominaban la industria de la construcción en Sicilia hacían lo propio en Palermo con el consentimiento de la mafia. A los cuatro empresarios, Carmelo Costanzo, Francesco Finocchiaro, Mario Rendo y Gaetano Graci se les concedió el título honorífico de Cavaliere del Lavoro (Caballeros del Trabajo) por el gobierno italiano como recompensa por méritos especiales a la economía italiana.

## Vínculos entre negocios y política
Después del asesinato de Dalla Chiesa, el magistrado Giovanni Falcone encontró una nota que indicaba que Dalla Chiesa había descubierto que Santapaola tenía fuertes vínculos económicos con Costanzo. Falcone animó a Elio Pizzuti, miembro de la (Guardia di Finanza) para que buscara en sus registros financieros. Pizzuti encontró pruebas abundantes de corrupción y tráfico de influencias por parte de los Cuatro Caballeros que les vinculaban a la mafia local, a las altas finanzas y a altas figuras políticas.
Santapaola había sido invitado a la boda del sobrino de Costanzo y se había escondido en uno de los hoteles de lujo de Costanzo cerca de Catania. También tenía acceso a la reserva de caza privada de otro de los Caballeros, Gaetano Graci. 
Pizzuto también descubrió un masivo fraude fiscal de los Caballeros a través de recibos falsos y una lista de sobornos a políticos y magistrados. Rendo dijo a los inspectores que los recibos falsos eran necesarios para crear un fondo para sobornos con el fin de obtener contratos gubernamentales. (Un preludio del escándalo de sobornos político conocido como Tangentopoli que surgiría diez años después, en 1992) Rendo discutió las investigaciones de Pizzuti con el ministro de Hacienda, Rino Formica del Partido Socialista Italiano (PSI). Pizzuti fue promovido y enviado al norte de Italia - lo más lejos posible de Sicilia.
Más tarde, aparecieron fotografías mostrando al alcalde y miembros del Consejo de la ciudad de Catania con Santapaola, mientras que una guerra de clanes ensangrentaba las calles de la época. Una foto mostraba a Santapaola en actitud amistosa con Salvatore Lo Turco, un miembro de la Comisión Antimafia del Parlamento siciliano.
La mafia de Catania era en general capaz de conocer las órdenes de detención antes de que fueran emitidas. La policía liberó a Santapaola después de un rutinario interrogatorio cuando su vehículo blindado había sido encontrado en una escena de tiroteos en la que varias personas habían sido asesinadas. Por otra parte, le concedieron una licencia para portar armas, a pesar de su conocido historial criminal.

## Vínculos con la 'Ndrangheta
Santapaola tenía fuertes lazos con algunos clanes de la 'Ndrangheta, en particular con Natale Iamonte, jefe de la 'Ndrina Iamonte ubicada en Melito di Porto Salvo en la costa jónica de Calabria. Iamonte y su aliado Paolo De Stefano garantizaba el transporte de armas y droga aunque el puerto de Catania estuviera estrictamente controlado. A cambio, Santapaola ayudó al clan Iamonte a obtener subcontratas para la construcción de obras ferroviarias, con la firma de Costanzo.

## Asesinato de Giuseppe Fava
Santapaola ha sido condenado por el asesinato del periodista Giuseppe Fava el 5 de enero de 1984. Fava, fundador y redactor jefe de la revista I Siciliani, expuso los vínculos entre la mafia de Catania y el mundo de los negocios y la política. En la primera edición de I Siciliani publicó un artículo, I quattro cavalieri dell'apocalisse mafiosa (Los cuatro jinetes del Apocalipsis mafiosa), denunciando los vínculos de los empresarios con la mafia.
En 1994, Maurizio Avola, un sobrino de Santapaola, confesó el asesinato de Fava, y se convirtió en un pentito. Confesó unos 70 asesinatos en total. Avola, dijo que su tío Nitto Santapaola había ordenado el asesinato del periodista.

## Arresto y condena
El 18 de mayo de 1993, el fugitivo Nitto Santapaola fue detenido en un escondite campestre en las afueras de Catania después de haber estado en fuga durante 11 años. Su esposa, Carmela Minniti fue asesinada el 1 de septiembre de 1995 por unos asesinos que se hicieron pasar por policías. Llamaron a su casa, se abrieron paso apartando a su hija y la mataron a tiros. "Se ocupaba de sus asuntos," afirma Liliana Madeo, autora de un libro sobre las nuevas mujeres de la mafia. "Si hubiera sido una mujer corriente no la habrían asesinado."
Giuseppe Ferone, enemigo de Santapaola, (que se convertiría en pentito) fue uno de los asesinos. Nitto Santapaola perdonó al asesino de su esposa en una carta que leyó públicamente en la corte. El padre y el hijo de Ferone habían sido asesinados por orden de Santapaola.
En 1998, Santapaola y Aldo Ercolano fueron declarados culpables de ordenar la muerte de Giuseppe Fava. En 2001, el Tribunal de Apelación de Catania confirmó las condenas a cadena perpetua. También recibió cadena perpetua por las masacres de su rival Alfio Ferlito, de los fiscales antimafia Giovanni Falcone y Paolo Borsellino.
Santapaola supuestamente sigue gestionando su clan desde el interior de la cárcel con la ayuda de una serie de "regentes". El 4 de diciembre de 2007, su hijo Vincenzo Santapaola que supuestamente sucedió a su padre, fue detenido. Vincenzo había estado entrando y saliendo de la cárcel desde 1992 por varios cargos incluyendo el asesinato del periodista Giuseppe Fava. Actualmente se halla inculpado por intentar reorganizar el negocio de su padre.